# Atmoceras plumosa
Atmoceras plumosa är en fjärilsart som beskrevs av W. Warren 1906. Atmoceras plumosa ingår i släktet Atmoceras och familjen mätare. Inga underarter finns listade i Catalogue of Life.